# Lista de astronautas (2000–2019)
- Vermelho mostra as fatalidades em voos espaciais.
- Verde mostra astronautas que não sejam norte-americanos, soviéticos, russos ou ex-integrantes da União Soviética.
- Nomes em fundo amarelo mostram astronautas atualmente no espaço.

| Lista de astronautas (2000-2019) | Lista de astronautas (2000-2019) | Lista de astronautas (2000-2019) | Lista de astronautas (2000-2019) | Lista de astronautas (2000-2019)                                                                           |
| -------------------------------- | -------------------------------- | -------------------------------- | -------------------------------- | --- |
| Nome                             | País                             | Ano                              | Nave                             | Fato especial                                                                                              |
| Gerhard Thiele                   |                                  | 2000                             | STS-99 Endeavour                 | |
| Sergei Zalyotin                  |                                  | 2000                             | Soyuz TM-30 / Mir                | |
| Jeffrey Williams                 |                                  | 2000                             | STS-101 Atlantis / ISS           | |
| Daniel Burbank                   |                                  | 2000                             | STS-106 Atlantis / ISS           | |
| Richard Mastracchio              |                                  | 2000                             | STS-106 Atlantis / ISS           | |
| Boris Morukov                    |                                  | 2000                             | STS-106 Atlantis / ISS           | |
| Pamela Melroy                    |                                  | 2000                             | STS-92 Discovery / ISS           | |
| Mark Polansky                    |                                  | 2001                             | STS-98 Atlantis / ISS            | |
| James Kelly                      |                                  | 2001                             | STS-102 Discovery / ISS          | |
| Paul Richards                    |                                  | 2001                             | STS-102 Discovery / ISS          | |
| Yuri Lonchakov                   |                                  | 2001                             | STS-100 Endeavour/ ISS           | |
| John Phillips                    |                                  | 2001                             | STS-100 Endeavour/ ISS           | |
| Dennis Tito                      |                                  | 2001                             | Soyuz TM-32 / ISS                | Primeiro turista pagante no espaço                                                                         |
| Charles Hobaugh                  |                                  | 2001                             | STS-104 Atlantis/ ISS            | |
| Patrick Forrester                |                                  | 2001                             | STS-105 Discovery/ ISS           | |
| Mikhail Tyurin                   |                                  | 2001                             | STS-105 Discovery/ ISS           | |
| Konstantin Kozeyev               |                                  | 2001                             | Soyuz TM-33 / ISS                | |
| Mark Kelly                       |                                  | 2001                             | STS-108 Endeavour/ ISS           | |
| Daniel Tani                      |                                  | 2001                             | STS-108 Endeavour/ ISS           | |
| Duane Carey                      |                                  | 2002                             | STS-109 Columbia/ ISS            | |
| Michael Massimino                |                                  | 2002                             | STS-109 Columbia/ ISS            | |
| Stephen Frick                    |                                  | 2002                             | STS-110 Atlantis/ ISS            | |
| Lee Morin                        |                                  | 2002                             | STS-110 Atlantis/ ISS            | |
| Rex Walheim                      |                                  | 2002                             | STS-110 Atlantis/ ISS            | |
| Roberto Vittori                  |                                  | 2002                             | Soyuz TM-34 / ISS                | |
| Mark Shuttleworth                |                                  | 2002                             | Soyuz TM-34 / ISS                | Primeiro sul-africano e segundo turista pagante no espaço                                                  |
| Paul Lockhart                    |                                  | 2002                             | STS-111 Endeavour/ ISS           | |
| Philippe Perrin                  |                                  | 2002                             | STS-111 Endeavour/ ISS           | |
| Sergei Treschev                  |                                  | 2002                             | STS-111 Endeavour/ ISS           | |
| Peggy Whitson                    |                                  | 2002                             | STS-111 Endeavour/ ISS           | |
| Sandra Magnus                    |                                  | 2002                             | STS-112 Atlantis / ISS           | |
| Piers Sellers                    |                                  | 2002                             | STS-112 Atlantis / ISS           | |
| Fyodor Yurchikhin                |                                  | 2002                             | STS-112 Atlantis / ISS           | |
| Frank De Winne                   |                                  | 2002                             | Soyuz TMA-1 / ISS                | |
| John Herrington                  |                                  | 2002                             | STS-113 Endeavour / ISS          | |
| Donald Pettit                    |                                  | 2002                             | STS-113 Endeavour / ISS          | |
| David Brown                      |                                  | 2003                             | STS-107 Columbia/ ISS            | Morreu na desintegração da Columbia na reentrada na atmosfera                                              |
| Laurel Clark                     |                                  | 2003                             | STS-107 Columbia/ ISS            | Morreu na desintegração da Columbia na reentrada na atmosfera                                              |
| Willie McCool                    |                                  | 2003                             | STS-107 Columbia/ ISS            | Morreu na desintegração da Columbia na reentrada na atmosfera                                              |
| Ilan Ramon                       |                                  | 2003                             | STS-107 Columbia/ ISS            | Morreu na desintegração da Columbia na reentrada na atmosfera. Primeiro astronauta de Israel               |
| Yang Liwei                       |                                  | 2003                             | Shenzhou 5                       | Primeiro voo espacial da China                                                                             |
| Edward Fincke                    |                                  | 2004                             | Soyuz TMA-4 / ISS                | |
| André Kuipers                    |                                  | 2004                             | Soyuz TMA-4 / ISS                | |
| Mike Melvill                     |                                  | 2004                             | Space Ship One / 15P             | Primeiro voo espacial privado do mundo. Lista de voos suborbitais tripulados.                              |
| Brian Binnie                     |                                  | 2004                             | Space Ship One / 17P.            | Lista de voos suborbitais tripulados.                                                                      |
| Yuri Shargin                     |                                  | 2004                             | Soyuz TMA-5 / ISS                | |
| Charles Camarda                  |                                  | 2005                             | STS-114 Discovery/ ISS           | |
| Soichi Noguchi                   |                                  | 2005                             | STS-114 Discovery/ ISS           | |
| Gregory Olsen                    |                                  | 2005                             | Soyuz TMA-7 / ISS                | Terceiro turista pagante no espaço                                                                         |
| Fei Junlong                      |                                  | 2005                             | Shenzhou 6                       | Segundo voo espacial da China                                                                              |
| Nie Haisheng                     |                                  | 2005                             | Shenzhou 6                       | Segundo voo espacial da China                                                                              |
| Marcos Pontes                    | Brasil                           | 2006                             | Soyuz TMA-8 / ISS                | Primeiro astronauta brasileiro e lusófono.                                                                 |
| Michael Fossum                   |                                  | 2006                             | STS-121 Discovery / ISS          | |
| Lisa Nowak                       |                                  | 2006                             | STS-121 Discovery / ISS          | |
| Stephanie Wilson                 |                                  | 2006                             | STS-121 Discovery / ISS          | |
| Christopher Ferguson             |                                  | 2006                             | STS-115 Atlantis / ISS           | |
| Heidemarie Stefanyshyn-Piper     |                                  | 2006                             | STS-115 Atlantis / ISS           | |
| Anousheh Ansari                  |                                  | 2006                             | Soyuz TMA-9 / ISS                | Quarta turista pagante e primeira turista espacial feminina.                                               |
| Christer Fuglesang               |                                  | 2006                             | STS-116 Discovery / ISS          | Primeiro sueco no espaço                                                                                   |
| Joan Higginbotham                |                                  | 2006                             | STS-116 Discovery / ISS          | |
| William Oefelein                 |                                  | 2006                             | STS-116 Discovery / ISS          | |
| Nicholas Patrick                 |                                  | 2006                             | STS-116 Discovery / ISS          | |
| Sunita Williams                  |                                  | 2006                             | STS-116 Discovery / ISS          | |
| Oleg Kotov                       |                                  | 2007                             | Soyuz TMA-10 / ISS               | |
| Charles Simonyi                  |                                  | 2007                             | Soyuz TMA-10 / ISS               | Quinto turista espacial, tornou-se o primeiro turista a ir ao espaço duas vezes, em 2009, na Soyuz TMA-14. |
| Clayton Anderson                 |                                  | 2007                             | STS-117 Atlantis / ISS           | |
| Lee Archambault                  |                                  | 2007                             | STS-117 Atlantis / ISS           | |
| John Olivas                      |                                  | 2007                             | STS-117 Atlantis / ISS           | |
| Steven Swanson                   |                                  | 2007                             | STS-117 Atlantis / ISS           | |
| Tracy Caldwell                   |                                  | 2007                             | STS-118 Endeavour / ISS          | |
| Benjamin Drew                    |                                  | 2007                             | STS-118 Endeavour / ISS          | |
| Barbara Morgan                   |                                  | 2007                             | STS-118 Endeavour / ISS          | |
| Sheikh Muszaphar Shukor          |                                  | 2007                             | Soyuz TMA-11 / ISS               | Primeiro cosmonauta da Malásia                                                                             |
| Paolo Nespoli                    |                                  | 2007                             | STS-120 Discovery / ISS          | |
| Douglas Wheelock                 |                                  | 2007                             | STS-120 Discovery / ISS          | |
| George Zamka                     |                                  | 2007                             | STS-120 Discovery / ISS          | |
| Stanley Love                     |                                  | 2008                             | STS-122 Atlantis / ISS           | |
| Leland Melvin                    |                                  | 2008                             | STS-122 Atlantis / ISS           | |
| Alan Poindexter                  |                                  | 2008                             | STS-122 Atlantis / ISS           | |
| Robert Behnken                   | Estados Unidos                   | 2009                             | STS-127 Endeavour / ISS          | |
| Michael Foreman                  |                                  | 2008                             | STS-123 Endeavour / ISS          | |
| Gregory Johnson                  |                                  | 2008                             | STS-123 / Endeavour / ISS        | |
| Garrett Reisman                  |                                  | 2008                             | STS-123 Endeavour / ISS          | |
| Oleg Kononenko                   |                                  | 2008                             | Soyuz TMA-12 / ISS               | |
| Sergey Volkov                    |                                  | 2008                             | Soyuz TMA-12 / ISS               | |
| Yi So-Yeon                       |                                  | 2008                             | Soyuz TMA-12 / ISS               | Primeira cosmonauta da Coreia do Sul é mulher.                                                             |
| Gregory Chamitoff                |                                  | 2008                             | STS-124 Discovery / ISS          | |
| Ronald Garan Jr.                 |                                  | 2008                             | STS-124 Discovery / ISS          | |
| Kenneth Ham                      |                                  | 2008                             | STS-124 Discovery / ISS          | |
| Akihiko Hoshide                  |                                  | 2008                             | STS-124 Discovery / ISS          | |
| Karen Nyberg                     |                                  | 2008                             | STS-124 Discovery / ISS          | |
| Jing Haipeng                     |                                  | 2008                             | Shenzhou 7                       | |
| Liu Boming                       |                                  | 2008                             | Shenzhou 7                       | |
| Zhai Zhigang                     |                                  | 2008                             | Shenzhou 7                       | Primeiro chinês a caminhar no espaço.                                                                      |
| Richard Garriott                 |                                  | 2008                             | Soyuz TMA-13 / ISS               | Sexto turista espacial, filho do ex-astronauta Owen Garriott                                               |
| Eric Boe                         |                                  | 2008                             | STS-126 Endeavour / ISS          | |
| Stephen Bowen                    |                                  | 2008                             | STS-126 Endeavour / ISS          | |
| Robert Kimbrough                 |                                  | 2008                             | STS-126 Endeavour / ISS          | |
| Joseph Acaba                     |                                  | 2009                             | STS-119 Discovery / ISS          | |
| Dominic Antonelli                |                                  | 2009                             | STS-119 Discovery / ISS          | |
| Richard Arnold                   |                                  | 2009                             | STS-119 Discovery / ISS          | |
| Michael Barratt                  |                                  | 2009                             | Soyuz TMA-14 / ISS               | |
| Andrew Feustel                   |                                  | 2009                             | STS-125 Atlantis                 | |
| Michael Good                     |                                  | 2009                             | STS-125 Atlantis                 | |
| Gregory Carl Johnson             |                                  | 2009                             | STS-125 / Atlantis               | |
| Megan McArthur                   |                                  | 2009                             | STS-125 Atlantis                 | |
| Roman Romanenko                  |                                  | 2009                             | Soyuz TMA-15 / ISS               | |
| Christopher Cassidy              | Estados Unidos                   | 2009                             | STS-127 Endeavour / ISS          | |
| Douglas Hurley                   | Estados Unidos                   | 2009                             | STS-127 Endeavour / ISS          | |
| Timothy Kopra                    |                                  | 2009                             | STS-127 Endeavour / ISS          | |
| Thomas Marshburn                 |                                  | 2009                             | STS-127 Endeavour / ISS          | |
| Kevin Ford                       |                                  | 2009                             | STS-128 Discovery / ISS          | |
| José Hernández                   |                                  | 2009                             | STS-128 Discovery / ISS          | |
| Nicole Stott                     |                                  | 2009                             | STS-128 Discovery / ISS          | |
| Guy Laliberté                    |                                  | 2009                             | Soyuz TMA-16 / ISS               | Turista espacial, CEO e fundador do Cirque du Soleil                                                       |
| Maxim Surayev                    |                                  | 2009                             | Soyuz TMA-16 / ISS               | |
| Randolph Bresnik                 |                                  | 2009                             | STS-129 Atlantis/ISS             | |
| Robert Satcher                   |                                  | 2009                             | STS-129 Atlantis/ISS             | |
| Barry Wilmore                    |                                  | 2009                             | STS-129 Atlantis/ISS             | |
| Timothy Creamer                  |                                  | 2009                             | Soyuz TMA-17 / ISS               | |
| Terry Virts                      |                                  | 2010                             | STS-130 Endeavour / ISS          | |
| Mikhail Kornienko                |                                  | 2010                             | Soyuz TMA-18 / ISS               | |
| Alexandr Skvortsov               |                                  | 2010                             | Soyuz TMA-18 / ISS               | |
| James Dutton                     |                                  | 2010                             | STS-131 Discovery / ISS          | |
| Dorothy Metcalf-Lindenburger     |                                  | 2010                             | STS-131 Discovery / ISS          | Educadora, integrante do programa Teachers in Space                                                        |
| Naoko Yamazaki                   |                                  | 2010                             | STS-131 Discovery / ISS          | |
| Shannon Walker                   |                                  | 2010                             | Soyuz TMA-19 / ISS               | |
| Oleg Skripochka                  |                                  | 2010                             | Soyuz TMA-01M / ISS              | |
| Dmitri Kondratyev                |                                  | 2010                             | Soyuz TMA-20 / ISS               | |
| Andrei Borisenko                 |                                  | 2011                             | Soyuz TMA-21 / ISS               | |
| Aleksandr Samokutyayev           |                                  | 2011                             | Soyuz TMA-21 / ISS               | |
| Satoshi Furukawa                 |                                  | 2011                             | Soyuz TMA-02M / ISS              | |
| Anatoli Ivanishin                |                                  | 2011                             | Soyuz TMA-22 / ISS               | |
| Anton Shkaplerov                 |                                  | 2011                             | Soyuz TMA-22 / ISS               | |
| Sergei Revin                     |                                  | 2012                             | Soyuz TMA-04M / ISS              | |
| Liu Wang                         |                                  | 2012                             | Shenzhou 9 / Tiangong 1          | |
| Liu Yang                         |                                  | 2012                             | Shenzhou 9 / Tiangong 1          | Primeira chinesa no espaço                                                                                 |
| Oleg Novitskiy                   |                                  | 2012                             | Soyuz TMA-06M / ISS              | |
| Evgeny Tarelkin                  |                                  | 2012                             | Soyuz TMA-06M / ISS              | |
| Aleksandr Misurkin               |                                  | 2013                             | Soyuz TMA-08M / ISS              | |
| Luca Parmitano                   |                                  | 2013                             | Soyuz TMA-09M / ISS              | |
| Wang Yaping                      |                                  | 2013                             | Shenzhou 10/Tiangong 1           | |
| Zhang Xiaoguang                  |                                  | 2013                             | Shenzhou 10/Tiangong 1           | |
| Michael Hopkins                  |                                  | 2013                             | Soyuz TMA-10M / ISS              | |
| Sergei Ryazansky                 |                                  | 2013                             | Soyuz TMA-10M / ISS              | |
| Oleg Artemyev                    |                                  | 2014                             | Soyuz TMA-12M / ISS              | |
| Alexander Gerst                  |                                  | 2014                             | Soyuz TMA-13M / ISS              | |
| Gregory Wiseman                  |                                  | 2014                             | Soyuz TMA-13M / ISS              | |
| Yelena Serova                    |                                  | 2014                             | Soyuz TMA-14M / ISS              | Primeira cosmonauta russa na ISS                                                                           |
| Samantha Cristoforetti           |                                  | 2014                             | Soyuz TMA-15M / ISS              | Primeira astronauta italiana                                                                               |
| Kjell Lindgren                   |                                  | 2015                             | Soyuz TMA-17M / ISS              | |
| Kimiya Yui                       |                                  | 2015                             | Soyuz TMA-17M / ISS              | |
| Aidyn Aimbetov                   |                                  | 2015                             | Soyuz TMA-18M / ISS              | Primeiro cosmonauta do Casaquistão                                                                         |
| Andreas Mogensen                 |                                  | 2015                             | Soyuz TMA-18M / ISS              | Primeiro astronauta da Dinamarca                                                                           |
| Timothy Peake                    | Reino Unido                      | 2015                             | Soyuz TMA-19M / ISS              | Primeiro astronauta e segundo cidadão britânico no espaço.                                                 |
| Aleksei Ovchinin                 | Rússia                           | 2016                             | Soyuz TMA-20M / ISS              | |
| Takuya Onishi                    | Japão                            | 2016                             | Soyuz MS-01 / ISS                | |
| Kathleen Rubins                  | Estados Unidos                   | 2016                             | Soyuz MS-01 / ISS                | |
| Chen Dong                        | China                            | 2016                             | Shenzhou 11 / Tiangong 2         | |
| Sergei Ryzhikov                  | Rússia                           | 2016                             | Soyuz MS-02 / ISS                | |
| Thomas Pesquet                   | França                           | 2016                             | Soyuz MS-03 / ISS                | |
| Jack Fischer                     | Estados Unidos                   | 2017                             | Soyuz MS-04 / ISS                | |
| Mark Vande Hei                   | Estados Unidos                   | 2017                             | Soyuz MS-06 / ISS                | |
| Norishige Kanai                  | Japão                            | 2017                             | Soyuz MS-07 / ISS                | |
| Scott Tingle                     | Estados Unidos                   | 2017                             | Soyuz MS-07 / ISS                | |
| Serena Auñón-Chancellor          | Estados Unidos                   | 2018                             | Soyuz MS-09 / ISS                | |
| Sergey Prokopyev                 | Rússia                           | 2018                             | Soyuz MS-09 / ISS                | |
| Anne McClain                     | Estados Unidos                   | 2018                             | Soyuz MS-11 / ISS                | |
| David Saint-Jacques              | Canadá                           | 2018                             | Soyuz MS-11 / ISS                | |
| Nick Hague                       | Estados Unidos                   | 2019                             | Soyuz MS-12 / ISS                | |
| Christina Koch                   | Estados Unidos                   | 2019                             | Soyuz MS-12 / ISS                | |
| Andrew Morgan                    | Estados Unidos                   | 2019                             | Soyuz MS-13 / ISS                | |
| Hazza Al Mansouri                | =Emirados Árabes Unidos          | 2019                             | Soyuz MS-15 / ISS                | Primeiro astronauta dos Emirados Árabes Unidos                                                             |
| Jessica Meir                     | Estados Unidos                   | 2019                             | Soyuz MS-15 / ISS                | |

Fonte: Spacefacts – Astronauts and Cosmonauts (sorted by "First mission")